# Cantón de Grisolles
El cantón de Grisolles era una división administrativa francesa, que estaba situada en el departamento de Tarn y Garona y la región de Mediodía-Pirineos.

## Composición
El cantón estaba formado por once comunas:
- Bessens
- Campsas
- Canals
- Dieupentale
- Fabas
- Grisolles
- Labastide-Saint-Pierre
- Monbéqui
- Nohic
- Pompignan
- Orgueil

## Supresión del cantón de Grisolles
En aplicación del Decreto n.º 2014-273 de 27 de febrero de 2014, el cantón de Grisolles fue suprimido el 22 de marzo de 2015 y sus 11 comunas pasaron a formar parte; seis del nuevo cantón de Verdun-sur-Garonne, tres del nuevo cantón de Tarn-Tescou-Quercy Verde y dos de nuevo cantón de Montech.